# 布盧格拉斯 (明尼蘇達州)
布盧格拉斯（英語：Blue Grass）是位於美國明尼蘇達州沃迪納縣的一個非建制地區。

## 地理
布盧格拉斯所處的海拔為高於海平面413米（即1355英呎），而該地所採用的時區為UTC-6，即北美中部時區（CST）。同時該地設有夏令時間，為UTC-6調快一小時，即UTC-5（CDT）。